# Уинстън Тъбман
Уинстън Тъбман (на английски: Winston Tubman) е либерийски юрист, политик и дипломат от американолиберийски произход.

## Биография
Роден е през 1941 година в Плибо, окръг Мериленд, и е племенник на Уилям Тъбман, либерийския президент, най-дълго изпълнявал тази длъжност (1944 – 1971). Уинстън Тъбман получава дипломи по право в Лондонското училище по икономика, Кеймбриджкия университет и Харвардския университет, след което работи като адвокат в Либерия и в правната служба на Организацията на обединените нации (ООН). През 1982 – 1983 година е министър на правосъдието при президента Самюъл Доу. През 2002 – 2005 година е представител на генералния секретар на ООН за Сомалия.
На първите президентски избори след Гражданската война, проведени през 2005 година, Тъбман е кандидат на Националната демократическа партия на Либерия, но остава четвърти с 9,2% от гласовете. През 2011 година е кандидат на Конгреса за демократична промяна, като кандидат за вицепрезидент става Джордж Уеа, останал втори на изборите през 2005 година. На първия тур, проведен на 11 октомври, двамата са на второ място с 32,7% от гласовете и трябва да участват на насрочения за 8 ноември балотаж срещу действащия президент Елън Джонсън Сърлийф.